# Bagneux (Indre)
Bagneux é uma comuna francesa na região administrativa do Centro, no departamento Indre. Estende-se por uma área de 24,14 km². Em 2010 a comuna tinha 176 habitantes (densidade: 7,3 hab./km²).